# Édouard Bader
Édouard Ferdinand Bader (Ferrières-en-Brie, Sena i Marne, 26 de juliol de 1899 - Ferrières-en-Brie, Sena i Marne, 24 d'abril de 1983) va ser un jugador de rugbi a 15 francès que va competir a començaments del segle xx.
El 1920 va ser seleccionat per jugar amb la selecció francesa de rugbi a 15 que va prendre part en els Jocs Olímpics d'Anvers, on guanyà la medalla de plata.